# Ctenopteris merrittii
Ctenopteris merrittii là một loài dương xỉ trong họ Polypodiaceae. Loài này được Copel. Tagawa mô tả khoa học đầu tiên năm 1940.